# Maliseet
Los maliseet o malecitas son un grupo de nativos norteamericanos. Forman parte de la etnia de los algonquinos de la confederación abenaki, cuyo nombre proviene del micmac maliseets “lenguaje o habla rota”, o bien de mahnesheets “lenguaje o habla lenta”. Se llaman Malécites o Etchemins en francés.

## Localización
Antiguamente ocupaban Maine y el valle de Saint John, en Nuevo Brunswick. Actualmente viven en la reserva Whitwarth de Quebec, en Houlton (Maine) y en algunas reservas de Nuevo Brunswick (St. Mary's, Oromocto, Madawaska, Tobique y Woodstock).

## Demografía
En 1884 eran unos 767 indios, de ellos 584 en Nuevo Brunswick, y en 1904 aumentaron a 805, de ellos 702 en New Brunswick y 103 en Quebec. En 1909 eran 850. En 1990 había 469 en Quebec, 3.300 en Nuevo Brunswick y un número indeterminado en la Houlton Band of Maliseets de Maine. Sólo un millar, sin embargo, hablaban su lengua.
Según datos de la BIA de 1995, en la reserva Houlton Band of Maliseets había 331 habitantes (582 en el rol tribal).
Según el censo de los EE. UU. de 2000, había 905 maliseets puros, 45 mezclados con otras tribus, 345 mezclados con otras razas y 29 mezclados con otras razas y otras tribus; en total, 1.324 individuos.
En el Canadá, había 5.383 en las reservas de Nuevo Brunswick como St. Mary’s (1.238 individuos), Oromocto (480 habitantes), Madawaska (228 habitantes), Tobique (1.851 habitantes), Kingsclear (806 habitantes) y Woodstock (780 habitantes). En Quebec había 742 en las reservas Cacouna y Whitworth. Sumaban 6.125 en Canadá, y el total en ambos países era de 7.449 maliseets.

## Costumbres
Estaban relacionados lingüísticamente con los passamaquoddy. Se dedicaban al cultivo de maíz, a la caza y a la pesca. Vivían en wigwams de corteza y fabricaban herramientas, utensilios y arpones de madera.
Tenían un consejo tribal con un caudillo guerrero, un caudillo civil y los representantes de cada familia, quienes decidían las cuestiones generales, y un consejo de toda la tribu, que decidía en los asuntos guerreros.

## Historia
En 1604 fueron visitados por Samuel de Champlain, y hacia 1611 ya fueron evangelizados por el padre Biard, y en 1677 por Morain. De esta manera, hacia 1688 se construyó en su territorio la misión francesa de Medoctec.
A comienzos del siglo XVIII los franceses construyeron en su tierra el Fort La Tour, y en él aprendieron el uso de las armas de fuego. Además, algunos franceses se mestizaron.
Esto provocaría las hostilidades de los británicos y sus aliados iroqueses, razón por la cual hubieron de participar en la Guerra de Dumner de 1724 y en las otras guerras de los abenaki.
Hacia 1776 fueron al valle del San Lorenzo, pero en 1856 fueron recluidos por el gobierno canadiense al valle de Tobique.

## Enlaces
- Lengua y cultura Maliseet
- Archivos en audio de discursos en maliseet por un hablante nativo